# Felipe Rodríguez
Luis Felipe Rodríguez Quiñones, más conocido como “La Voz” (Caguas, Puerto Rico, 8 de mayo de 1926-26 de mayo de 1999), era un cantante de Puerto Rico. Adquirió mucha popularidad en los años 1950.

## Primeros años
Rodríguez nació en el municipio de Caguas, Puerto Rico. Su padre murió antes de que él naciera y tuvo una niñez difícil .
En 1930, se mudó con su madre al Barrio Obrero en Santurce, un distrito popular de San Juan. Allí Rodríguez fue a la escuela y practicó sus habilidades para el canto durante su tiempo libre.
Tiempo más tarde, Felipe se dedicaba a realizar trabajos de hojalatería en donde Julito Rodríguez, otro cantante del bolero, junto con el requintista Sotero Collazo; lo escuchó cantar y lo invitó a formar un trío llamado “Los Romanceros” con el que participó en el programa de radio para aficionados ” Tribuna del Arte” , producido por Rafael Quiñones Vidal. Su primera grabación con éste trío fue la canción "siete besos". Y fue muy aceptado por el público. Siempre fue segunda voz, y Julito Rodríguez no le permitía hacer grabaciones solistas, pero si le permitía en presentaciones en vivo.

## La Voz
En 1950, Rodríguez fue expulsado del trío Los Romanceros y emprendió otros proyectos. Al cabo de unas semanas organizó la agrupación en aquel entonces bajo el nombre de "Los aviadores" y rápidamente fue cambiado por ”Trío Los Antares”, Con Rafael Scharron, Raúl Balseiro, Quique Roque, quien luego fue sustituido por Sotero Collazo, conociéndose como el Trío Original de "Los Antares", también paralelamente realizó, el “Dúo Pérez-Rodríguez” (con su entonces esposa, relación profesional que continuó después de su divorcio) y su carrera de solista.
En 1952, Felipe, atraído por la lírica de la canción y el anhelo inquietante de grabar la canción La última copa, decide grabar bajo el sello Mardi, en un disco 45 rpm, bajo el mismo título y el otro lado con Golondrina Viajera. Tato Ardi, dueño de la disquera, -"no soporta escucharla" (citado por el mismo Felipe), Por lo que Felipe se la lleva a Mariano Artau,"Dj" de una emisora para que tocara el disco. Mariano Artau al escuchar la última copa, lo bautiza con el apodo que lo caracterizó en toda su vida, como "La Voz", y Fue un éxito intsantaneo. Ese mismo año Felipe grabó junto a su trío, canciones que se inmortalizaron de igual manera, como lo fue, Los Reyes No Llegaron y Cada Navidad.
La carrera de Felipe fue totalmente edificada con su estilo único al cantar, ya que le ponía color a todo lo que cantaba, sus movimientos en el escenario, que en comparación sería un "Elvis Presley Boricua", el darle a su guitarra como estilo del Timbal y la entrega total en sus canciones que definen al artista. Tanto así que muchos compositores de renombre escribieron exclusivamente canciones para el estilo único e incomparable de Felipe Rodríguez. El Bardo, escrita por Bobby Capó, solo para Felipe... Rebeldía, escrita por Pepe Lacomba, para que la cantara Felipe... Insaciable, escrita por Esteban Taronji, exclusicamente para el estilo de Felipe y así suplió de materia prima muchas otras canciones que se atesoran.
"Hay un Disco de Felipe Rodríguez en cada vellonera", citan los pueblerinos de Puerto Rico. La realidad es que Felipe marcó una época. La tradición de la música de Trío, era sobre la divinidad del amor, La belleza de la mujer, de la naturaleza, se pintaban paisajes en vocales y consonantes, Felipe Rodríguez, Interpreta además las nuevas canciones del Desamor, el desengaño, La traición, Las copas y el licor, La pobreza.
En 1954, Felipe Rodríguez une voces con el ya conocido Davilita, quien fue más que un amigo, un hermano para Felipe. El dúo Felipe y Davilita, muy querido y respetado por el público, con un repertorio de canciones y álbumes como, La rosa Blanca, Niebla del riachuelo, Pobre Gaviota, Al paso, Discos Navideños, entre otros. Y gozaron de otra etapa gloriosa y Dorada y perpetuaron más canciones a Puerto Rico.
Felipe era amante de los tangos, y admiraba al gran Carlos Gardel, como el mismo le llamaba "el maestro de la canción", influenciado por éste gran artista, así mismo convirtió muchos de esos tangos, al bolero y bolero tango. La última copa, Rosas de Otoño , Sentimiento gaucho, Amor Borracho, El huérfano, Tomo y obligo, El solitario, entre otros.
En la época de los 60', con Los Antares compuestos por Mickey Vega, Sammy Hernández, y Junior Nazario hizo viajes memorables a México donde interpretó hermosas canciones como: Asomate a mi alma, Amor, No tienes Corazón, Soñe Contigo, entre otros.
En los años '70 se destacó como solista con canciones como «No me comprendistes». Para los '80 realizó un dúo con Aidita Avilés y para los '90 Junto a Felito Felix, siendo su último disco "Dos Astros en Bolero" con canciones como La Novia Blanca, Inexplicable, El último suspiro.

## Viaje a los Estados Unidos
A principios de 1950, viajó a Estados Unidos. En 1954, Rodríguez se unió a Davilita y formó el dúo Rodríguez- Dávila, creador de éxitos como La rosa blanca. En los años 60, ellos, junto con Rafael Cortijo y El Gran Combo, generaron un movimiento musical que se opuso, como opción musical a la penetración de la música rock en Puerto Rico.

## Programa de radio
De vuelta en Puerto Rico, Rodríguez creó su propio programa de radio en la estación WITA-AM en San Juan.
En 1973, Rodríguez y Davilita se unieron nuevamente `para grabar canciones del compositor Pedro Flores y en 1974 canciones de Rafael Hernández. También en 1974, Felipe Rodríguez, Davilita y Pellín Rodríguez grabaron un disco con canciones de Navidad.

## Últimos años
En los años 1980, Rodríguez continuó grabando canciones como Por primera vez y  Otra vez juntos.En 1987, realizó uno de sus sueños cuando se presentó en el Centro de Bellas Artes Luis A. Ferré en San Juan.
En los años 1990, Rodríguez continuó activo como cantante. No obstante, sufrió una caída de una escalera en su casa. Este accidente, aunado a una pulmonía, provocaron su muerte, el 26 de mayo de 1999 en San Juan, Puerto Rico. Está sepultado en el Cementerio Parque de Luz en su natal Caguas.

## Herencia
La ciudad de Caguas nombró al auditorio principal de su Centro de Bellas Artes con el nombre de Felipe Rodríguez.